# 몽어
몽어(Hmong) 또는 먀오어(苗語, Miao)는 몽몐어족 몽어파에 속하는 언어로, 몽족에 의해 사용된다. 중국, 베트남, 라오스, 태국에서 걸쳐 방언 연속체가 나타난다. 몽어 화자의 절반 이상은 중국어나 그 방언도 사용하며, 총 화자 수는 약 370만 명이다.
한편 "몽어"라 하면 중국에서 간단히 먀오어(苗語)라고 지칭하는 소위 핵심 몽어군(Core Hmongic) 전체를 가리키기도 한다. 이 방언군은 전통적으로 크게 천검전(川黔滇, Chuanqiandian), 상서(湘西, Xiangxi), 검동(黔东, Qiandong)의 3가지 방언으로 분류되는데, 문서가 가리키는 협의의 몽어는 천검전 방언의 일부이자 가장 화자 수가 많은 천검전차 방언(川黔滇次方言)을 가리킨다.

## 같이 보기
- 몽족